# Anatolij Lewczenko
Anatolij Siemionowicz Lewczenko (ros. Анато́лий Семёнович Ле́вченко, ur. 21 maja 1941 w Krasnokutśku, zm. 6 sierpnia 1988) – radziecki pilot doświadczalny i kosmonauta, Bohater Związku Radzieckiego (1987).

## Życiorys
W 1958 skończył szkołę średnią, od 1959 służył w Armii Radzieckiej, w 1964 ukończył wyższą wojskową szkołę lotników w Czernihowie, a w 1967 kursy doskonalenia kadry oficerskiej. Był lotnikiem w Turkiestańskim Okręgu Wojskowym, w 1971 skończył szkołę lotników doświadczalnych, latał na samolotach myśliwskich, bombowych i transportowych. W 1978 został włączony do grupy kosmonautów, gdzie przeszedł kurs przygotowawczy, a od 21 do 29 grudnia 1987 odbył lot kosmiczny jako kosmonauta-badacz na statku kosmicznym Sojuz TM-4 (startował razem z Władimirem Titowem i Musą Manarowem).
Spędził w kosmosie 7 dni, 21 godzin, 58 minut i 12 sekund. Uchwałą Prezydium Rady Najwyższej ZSRR z 29 grudnia 1987 otrzymał Złotą Gwiazdę Bohatera Związku Radzieckiego i Order Lenina. Został pochowany w mieście Żukowskij, gdzie jego imieniem nazwano ulicę.
Stowarzyszenie Uczestników Lotów Kosmicznych (Association of Space Explorers) przyznało mu pośmiertnie Universal Astronaut Insignia za lot orbitalny (nr 204).